# Camponotus casicus
Camponotus casicus är en myrart som beskrevs av Santschi 1920. Camponotus casicus ingår i släktet hästmyror, och familjen myror. Inga underarter finns listade.